# Português moçambicano

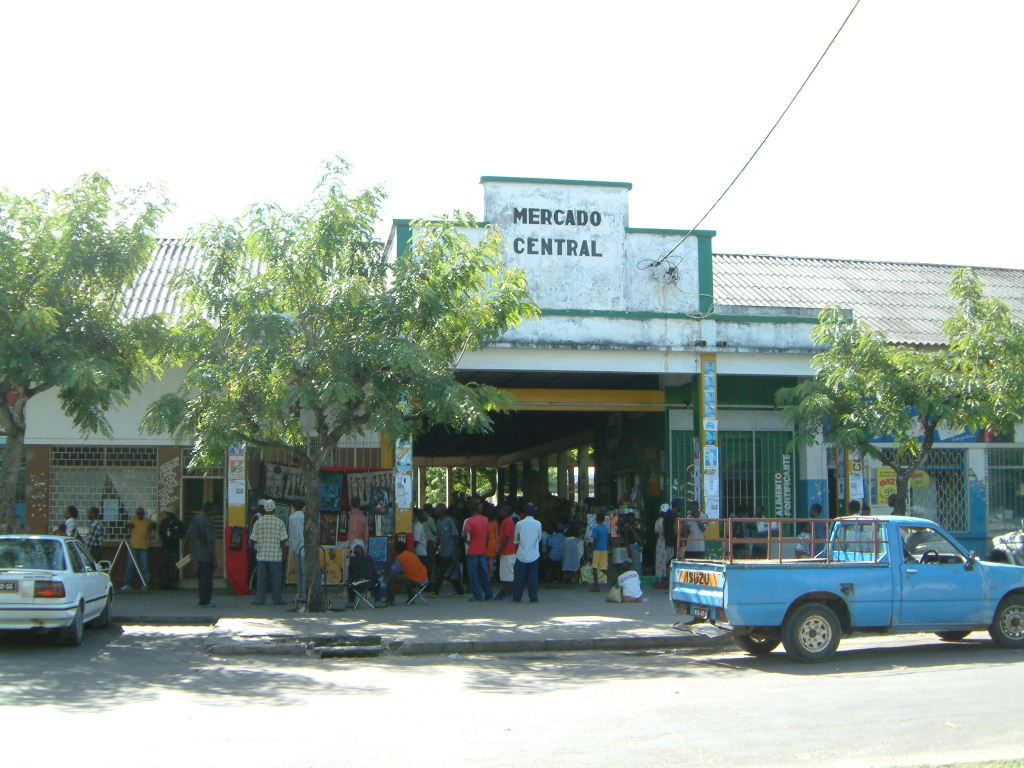
Mercado Central de Inhambane, com o nome na língua oficial.

O português moçambicano ou português de Moçambique é a variante do português falado e escrito em Moçambique. A única língua oficial da República de Moçambique é a língua portuguesa, segundo estabelecido no artigo 5º da Constituição de 1990. Porém, é falada, essencialmente, como segunda língua por boa parte da sua população, sendo falada (nativamente ou como segunda língua) por 47,4% , segundo o que sugerem os levantamentos censitários de 2017 sobre as estatísticas de alfabetização.

## História
Antes da independência de Moçambique, o português da metrópole era prescrito compulsivamente como norma linguística (língua-padrão) para toda a vida pública no seio da política de assimilação portuguesa, política seguida em todas as colónias portuguesas de África. Para assim, a longo prazo, transformar todos os moçambicanos linguística e culturalmente em portugueses. Os desvios à norma europeia e as línguas bantas de Moçambique foram considerados com desdém como «pretoguês».
Com a independência, a obrigatoriedade para o respeito da norma da metrópole diminuiu, e as palavras das línguas autóctones foram introduzidas no português moçambicano. A orientação para o sistema político e económico do Bloco Oriental conduziu também para a adopção de novas noções. Todavia, com o vento da mudança política no começo da década de 1990 o léxico de uso político deveria ser abandonado parcialmente de novo.

## Uso oficial

### Única língua do estado

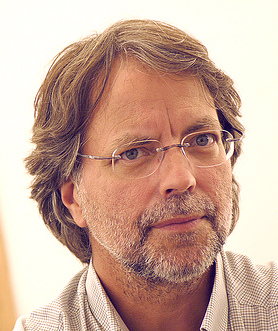
Mia Couto, expoente da literatura de Moçambique.

Todas as instituições estatais servem-se exclusivamente da língua portuguesa, esta vale para as autoridades, tribunais, polícia e forças armadas. Todas as publicações são redigidas sem excepção em português. Uma outra prática é apenas imaginável em contactos orais com funcionários públicos individuais.
A imprensa está concentrada na capital do país Maputo, à excepção de um diário de tiragem modesta na Beira. Essencialmente trata-se dos diários Notícias e O País, do semanário dominical Domingo e dos semanários Zambeze, Magazine Independente, Canal de Moçambique e Savana, todos estes periódicos são publicados em português e são acessíveis sobretudo aos leitores da capital.
A televisão é difundida apenas nas aglomerações urbanas e em língua portuguesa, os filmes de produção estrangeira são projectados na voz original com legendas em português. Enquanto que a rádio é transmitida em português a par com as seis línguas regionais mais importantes, neste contexto cabe um papel destacado à língua changana entre estas línguas autóctones.
Em suma, conclui-se que, exceptuando a rádio, a língua portuguesa detém uma posição dominante no quadro dos meios de comunicação social moçambicanos.

### Percentagem de uso

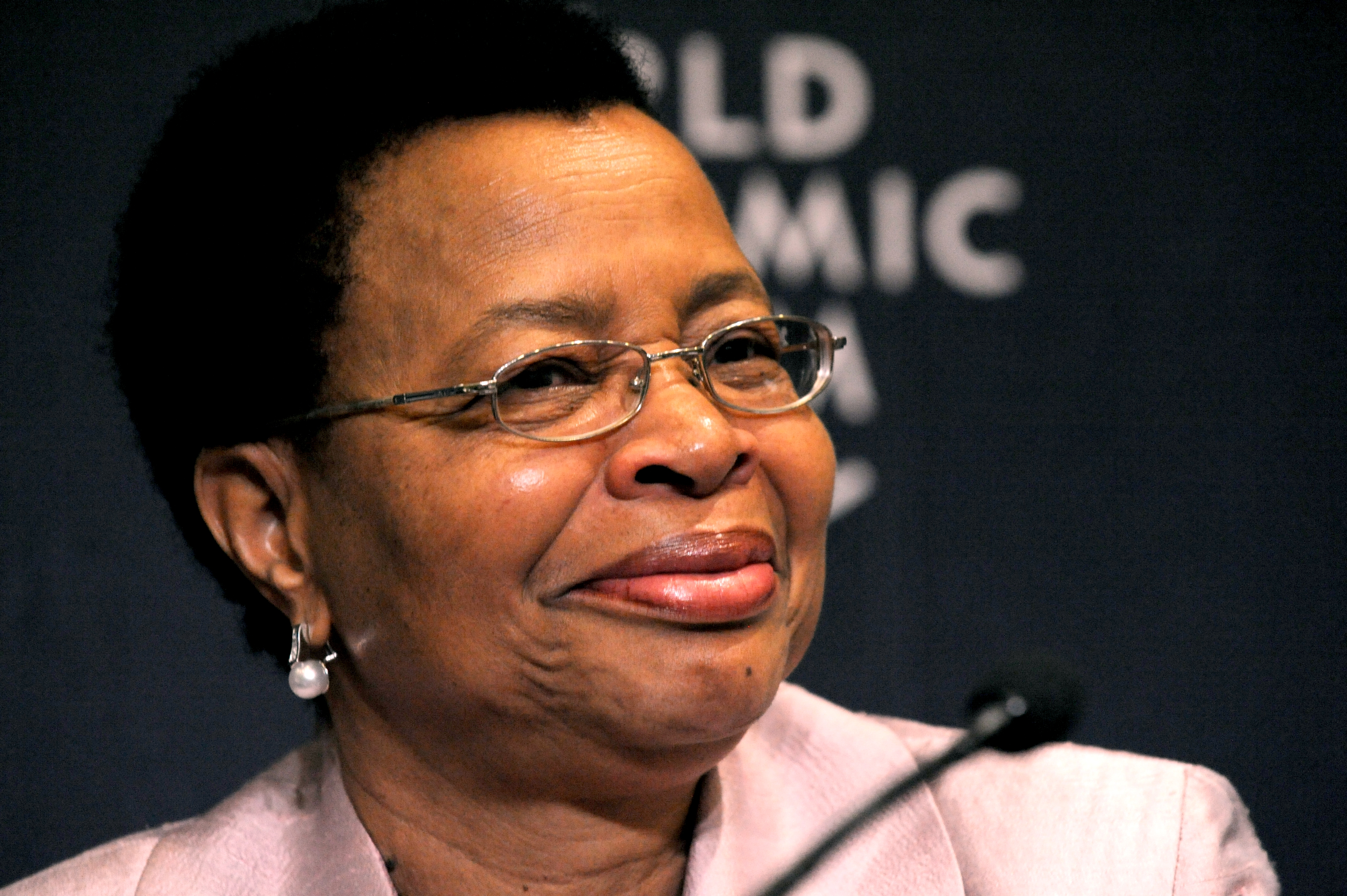
Moçambicana nata, Graça Machel é uma das personalidades que tem o português moçambicano como língua materna.

De acordo com o censo de 2017:
- 47,4%[2] - sabe falar português (contexto urbano: 77,0%; contexto rural: 31,7%); (39,5% em 1997, 24,4% em 1980)
  - 16,8% - fala maioritariamente português em casa (8,8% em 1997).
  - 16,6% - considera o português sua língua materna (6,5% em 1997, 1,2% em 1980).

A vasta maioria das pessoas que têm a língua portuguesa como língua materna reside nas áreas urbanas, onde também se verifica o mais alto índice da população que adopta o português como língua de uso em casa. Na generalidade, a maioria da população fala línguas do grupo bantu. A língua materna mais falada é o macua (26,3%); em segundo lugar está o xichangana (11,4%) e em terceiro, o lomé (7,9%).
Os dados do censo de 2017, levado a cabo pelo Instituto Nacional de Estatística (INE), revelou, entre outros dados, que:
- Aproximadamente metade da população comunica-se corrente e fluidamente em português nas mais variadas situações comunicativas, embora cerca de 65% assumidamente saibam expressar-se no idioma.
- Cerca de 35%[11] da população declara a língua macua (Emakwa) como seu idioma nativo, preponderantemente falado no ambiente doméstico. Contudo, entre os moçambicanos com idades compreendidas entre os 10 e os 34 anos, os que, no recenseamento de 2017, declararam ter o português como primeira língua já são quase tantos quanto os falantes nativos de emakwa. Esse fenómeno é evidente, nomeadamente, entre os recenseados na faixa etária de 25 a 29 anos, dos quais 473.060 afirmaram falar emakwa como idioma materno, ao passo que 365.091 declararam ter aprendido o português como primeiro idioma.[11] Também pelo mesmo censo o número total de falantes nativos dos dois idiomas ascende respetivamente a 5.813.083 (emakwa) e 3.686.890 (português).
- Quase 20% da população declara a língua portuguesa como seu idioma nativo (5,1% no meio rural[11]), e também língua de preferência no ambiente doméstico e privado, tornando-o, pois, o segundo idioma nativo mais comum em Moçambique, e possivelmente o mais recorrente nas províncias que compõem o que se entende pelo Sul do país.
- Em média 11% da população declara a língua changana como seu idioma nativo, bem como língua favorita de expressão no ambiente doméstico, o que revela, pois, que as novas informações trazidas a lume pelo novel censo sugerem que o changana, assim como o português, língua de manifestação maioritariamente urbana, na última década perdeu algum espaço na qualidade de língua de construção da "moçambicanidade" para a língua oficial do país.
- Moçambique sedimenta-se como o país mais plurilinguístico de expressão portuguesa, permanecendo como uma nação que não dispõe de qualquer idioma nativo que conte com vasta preferência da população (não compondo maioria absoluta de falantes, tampouco mera maioria simples).

De resto, há-de se verificar que o quadro linguístico da distribuição dos principais idiomas de eleição, e sobretudo do nível de domínio da língua oficial do país, não parece ter-se transformado severamente no decorrer da década precedente, fenómeno de complexa explicação, mas que possivelmente possa residir na perpetuação das precárias condições socioeconómicas que marcam a geografia das províncias mais populosas de Moçambique, nomeadamente Zambézia e Nampula, ao norte.

## Características

### Fonologia
Em muitos aspectos fonológicos, o português de Moçambique assemelha-se ao português falado no Brasil, como por exemplo no final das palavras terminadas em 'e' passa para 'i' em vez de 'ɨ' como em Portugal (por exemplo [felisidádi] em vez de [fɨlisidádɨ]). Outros aspectos da pronúncia das palavras do português moçambicano é a supressão do fonema /r/ final (exemplificando, estar lê-se [eʃ'tá] em vez de [eʃ'táɾ]) e a supressão de vogais não acentuadas não é tão forte como em Portugal.

### Ortografia
Moçambique participou nos trabalhos de elaboração do Acordo Ortográfico de 1990 — com uma delegação constituída por João Pontífice e Maria Eugénia Cruz e firmado pelo ministro da Cultura, o escritor Luís Bernardo Honwana —, bem como nas reuniões da CPLP onde os dois protocolos modificativos foram aprovados. No entanto, o governo moçambicano ainda não ratificou nenhum destes documentos.
Em abril de 2008, o presidente da República Armando Guebuza afirmou: "Moçambique está a analisar o acordo ortográfico e, como é óbvio, um dia vai assiná-lo" e, em novembro, o governo moçambicano reafirmou o desejo de ratificar o acordo, assim que estivesse concluída a avaliação técnica que, entretanto, decidiu levar a cabo. Em 8 de Junho de 2012,  coincidindo com a Presidência da CPLP,  governo de Moçambique veio ratificar o Acordo em Conselho de Ministros visando doravante a sua implementação progressiva.

### Léxico
Algumas palavras e verbos que foram adicionadas ao português moçambicano, atribuindo características próprias:
| Moçambique   | Significado                                                     |
| ------------ | --------------------------------------------------------------- |
| agorinha     | agora mesmo                                                     |
| babalaza     | ressaca                                                         |
| bichar       | formar fila                                                     |
| chima        | papa de farinha de milho, mapira, mexoeira, mandioca, macaxeira |
| caniço       | bairro de lata (Portugal), favela (Brasil)                      |
| cronicar     | fazer/escrever crónicas                                         |
| desconseguir | não conseguir                                                   |
| depressar    | ir depressa                                                     |
| estrutura    | autoridade, responsável governamental                           |
| machamba     | campo agrícola                                                  |
| machimbombo  | autocarro (Portugal), ônibus (Brasil)                           |
| madala       | pessoa idosa, pessoa prestigiada                                |
| matabicho    | pequeno-almoço (Portugal), café da manhã (Brasil)               |
| pasta        | mala (saco) de mão                                              |
| situação     | problema, crise, guerra                                         |